# ユホ・ヘイスカネン

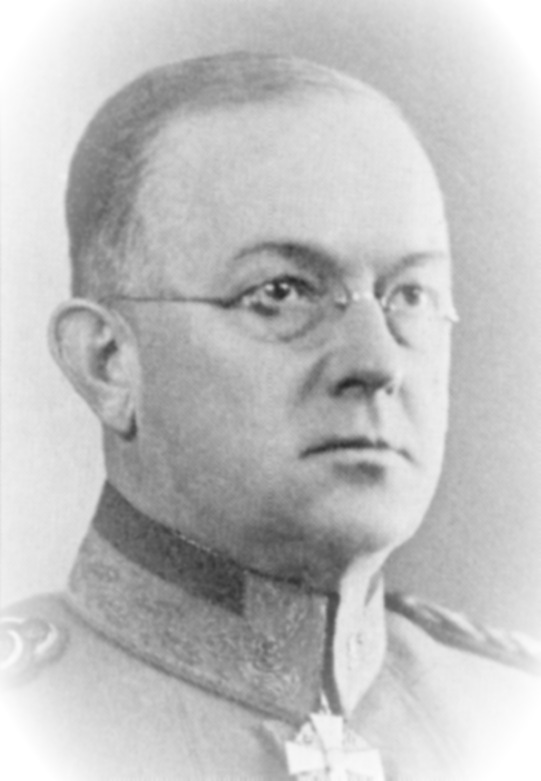
ユホ・ヘイスカネン（1938年）

ユホ・ヘイスカネン(Juho Henrik Heiskanen) はフィンランドの軍人である。

## 来歴
1889年12月18日、ヨエンスー生れ。
1915年、イェーガー運動に参加し、第27プロシア猟兵大隊に所属した。
1916年、ユヴァスキュラで憲兵に逮捕されサンクトペテルブルクに連行されたが、翌年の十月革命最中、フィンランドへ戻った。
1918年のフィンランド内戦では、白衛軍に参加した。
1939年から始まった冬戦争では第4軍団を指揮し、ラドガ湖北部に展開した。
1939年末、V.ヘグルンド将軍と交代。
1939年 - 1940年、軍監察官補佐官兼建設業務司令官代行。
1941年、ヴィープリ警備司令。
1941年 - 1944年、ヘイスカネンのために特別に設置された国防省訓練総監に就任。
1950年12月11日没。最終階級は少将。